# Šaperon (protein)
Šaperoni su posebni proteinski molekuli, poznati i kao molekularni pratioci, koji pomažu u savijanju i uvijanju polipeptidnog lanca proteina, dovodeći ga u stabilnu konformaciju. Učestvuju u postizanju potrebne trodimenzionalne strukture za delovanje proteina. Izuzetno su značajni u situacijama stresa, kao što je povišena temperatura, pri čemu održavaju strukturu proteina u potrebnom obliku, i sprečavaju proteinsku denaturaciju. Zbog ovog svojstva mnogi, ali svakako ne svi, šaperoni spadaju u tzv. HSP proteine (engl. Heat shock proteins), tj. 'proteine toplotnog udara'. Neki šaperoni nose specifičnu informaciju o uvijanju proteina u trodimenzionalne strukture, bez koje takvi proteini ne mogu biti formirani. Takvi proteini krše Anfinsenovu hipotezu, i ne mogu se spontano organizovati.